# Tizia Zimmermann
Tizia Zimmermann (* 1995) ist eine Schweizer klassische und Improvisationsmusikerin (Akkordeon).

## Leben und Wirken
Zimmermann lernte Akkordeon seit dem achten Lebensjahr. 2015 begann sie, klassische Musik bei Teodoro Anzellotti an der Hochschule der Künste Bern zu studieren, wo sie 2018 den Bachelor und 2020 den Master Performance jeweils mit Auszeichnung abschloss. Ab Sommer 2020 führte sie ihr Studium im MA im  Vertiefungsfach Neue Musik ebenfalls bei Anzellotti fort.
Zimmermann spielt in verschiedensten Formationen mit Fokus auf zeitgenössische Musik, freie Improvisation und experimentelle (Noise-)Musik. Mit Hyazintha Andrej und Christian Spitzenstaetter gründete sie das «Trio für Neue Musik», das mit Uraufführungen auffiel. Prägend für sie war die Arbeit an Hans Zenders «Winterreise» unter der Leitung von Emilio Pomàrico am Opernhaus Zürich. Sie arbeitete mit dem Collegium Novum Zürich, der Philharmonia Zürich, Lucas Niggli («Sound of Serendipity Tentet»), Christian Weber, Manuel Troller und anderen Musikern und spielte auf Festivals wie dem Jazz Festival Willisau, Météo Festival Mulhouse, Jazz em Agosto Festival und Moers Festival.
Mit Pablo Lienhard legte sie 2021 das Duoalbum «Kaputt» vor, dem 2024 das Album «Organ» (wiederum beim Label «Wide Ear Records») folgte. Mit dem Atelierstipendium der Stadt Zürich hatte sie 2023 die Möglichkeit, ein halbes Jahr in New York zu leben. Sie wirkte im Duo mit dem Schlagzeuger Jason Nazary, mit dem sie das Album «particularly irrelevant» bei «Wide Ear Records» veröffentlichte. Weiterhin bildete sie ein Trio mit dem Saxophonisten Chris Pitsiokos und dem Schlagzeuger Chris Corsano. Mit dem Saxophonisten Nik Gross legte sie 2024  «Midway Through the Mist: A Diary of Dialogues» vor.
Zimmermann ist Preisträgerin der Friedl Wald Stiftung sowie 2019/2020 der Stiftung für junge Musiktalente Meggen.